# Rosa-Luxemburg-Platz

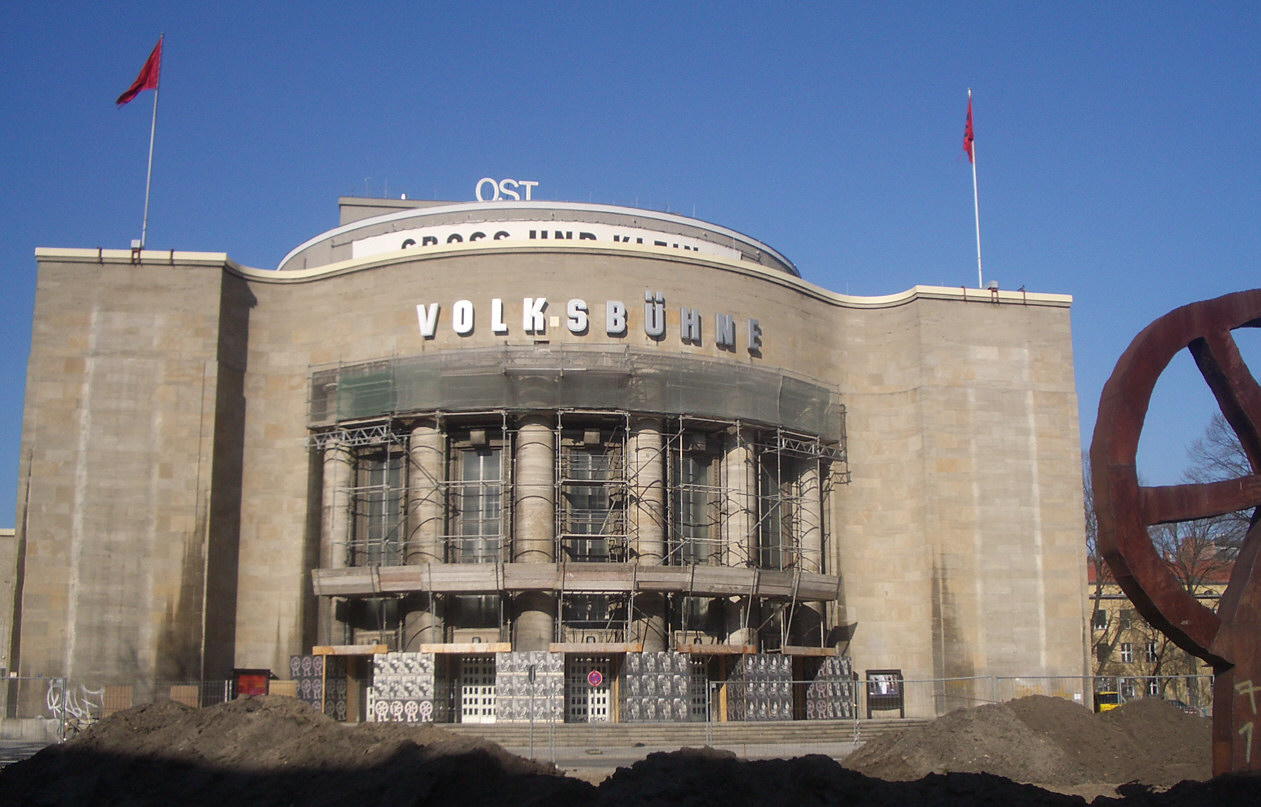
Volksbühne, eretto nel 1914. Architetto: Oskar Kaufmann (ricostruito nel 1954 a seguito di un bombardamento della seconda guerra mondiale .)

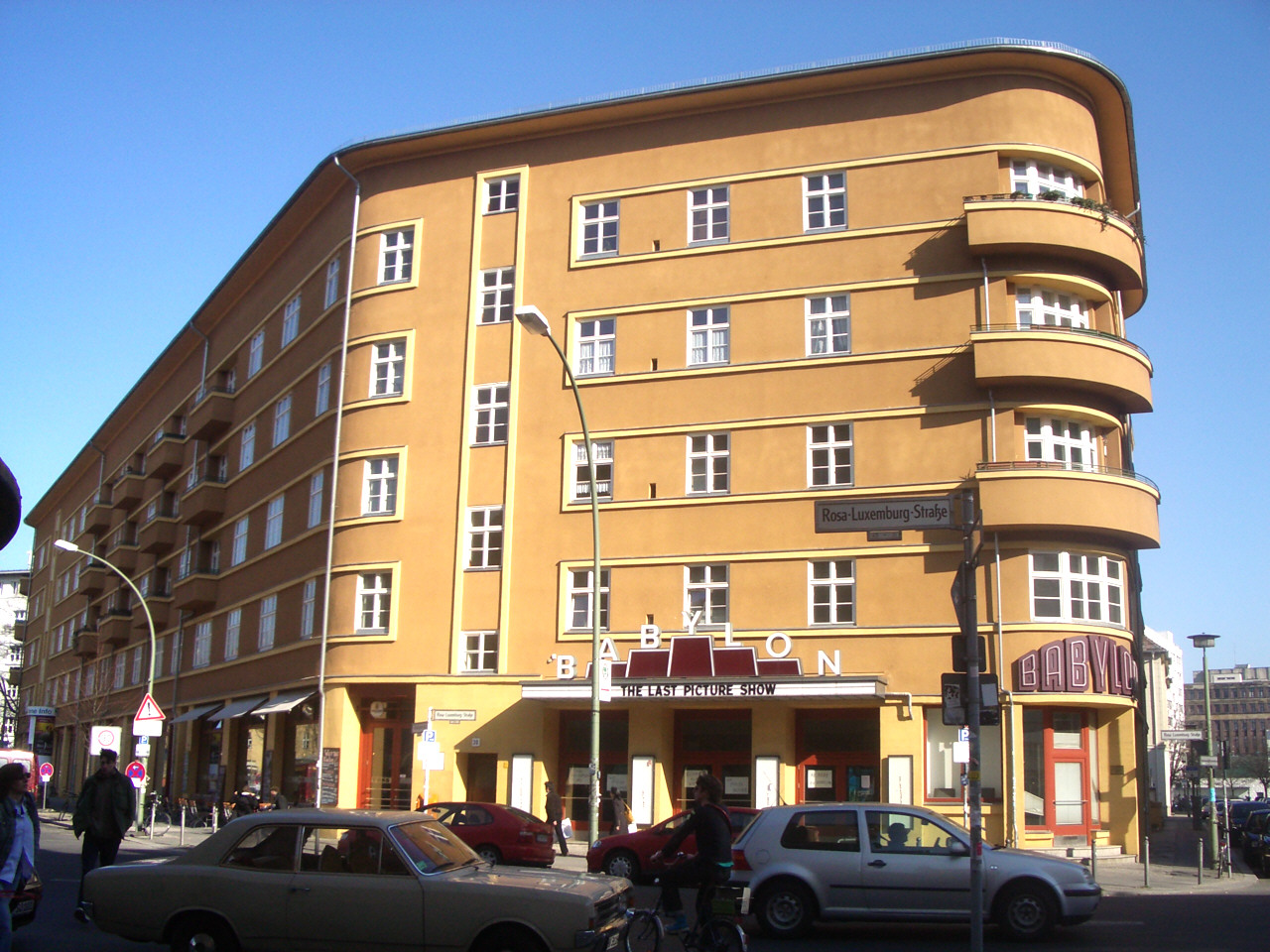
Il cinema Babylon. Architetto Hans Poelzig

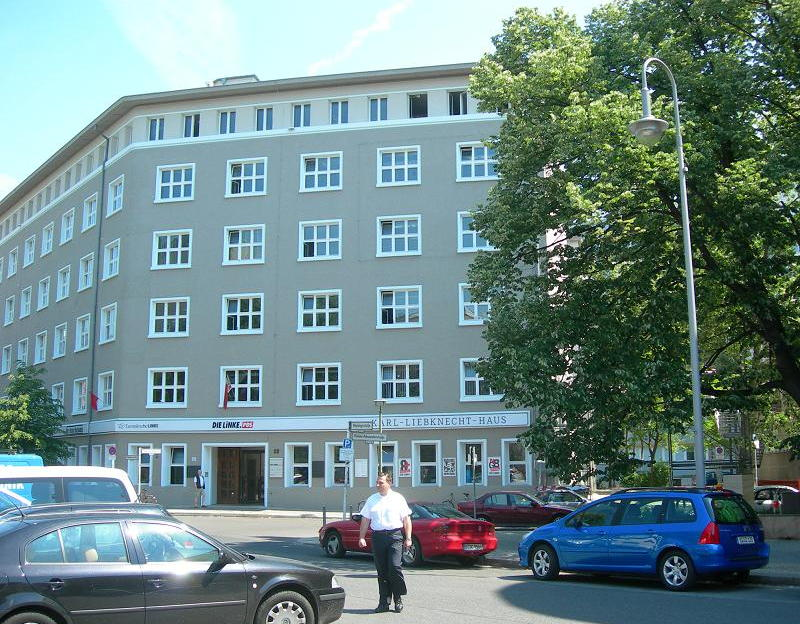
Karl-Liebknecht-Haus, quartier generale del partito di sinistra tedesco nel 2007

Rosa-Luxemburg-Platz, nome originale Bülowplatz è una piazza situata a Berlino-Mitte, in Germania.

## Descrizione
La piazza è dominata dalla Volksbühne e dalla Karl-Liebknecht-Haus, il quartier generale del Partito della Sinistra tedesca. Il predecessore, il Partito Comunista di Germania (KPD), aveva aperto la sua sede sulla piazza nel 1926.
La piazza era precedentemente chiamata Babelsberger Platz (1907-1910) e Bülowplatz (1910-1933), ed è stata al centro di una delle ultime manifestazioni di massa a Berlino contro il partito nazista il 25 gennaio 1933, cinque giorni prima della nomina di Adolf Hitler a Cancelliere del Reich. Nello stesso anno, con l'ascesa del Germania nazista, fu ribattezzata Horst-Wessel-Platz (1933-1945) dal martire nazionalsocialista Horst Wessel. Dopo la caduta di Berlino e l'occupazione sovietica, la piazza, allora parte della Berlino Est controllata dai comunisti, fu ribattezzata Liebknechtplatz (1945-1947) in onore del comunista tedesco Karl Liebknecht. Successivamente è stata ribattezzata Luxemburgplatz (1947-1969) in onore della leader comunista Rosa Luxemburg, fino a quando nel 1969 il regime della Germania orientale le ha dato il nome di Rosa-Luxemburg-Platz.

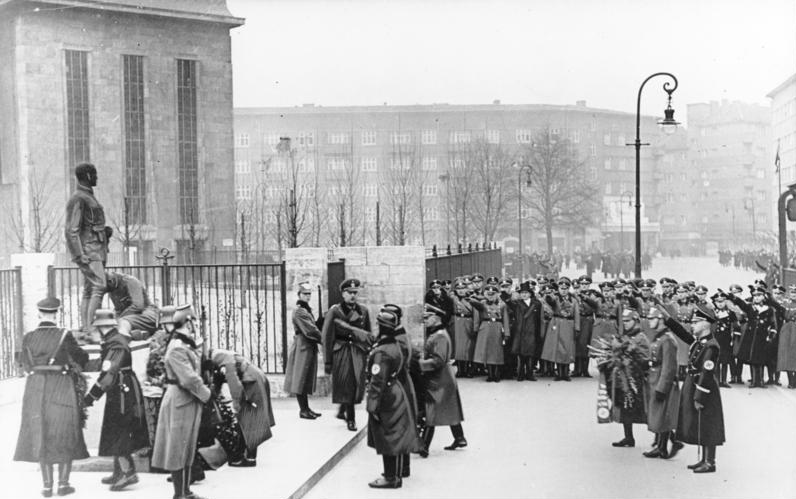
I poliziotti tedeschi depongono una corona di fiori sul monumento ai capitani Anlauf e Lenck durante il giorno della polizia tedesca, il 16 gennaio 1937. Nel 1951, Erich Mielke, uno degli assassini, ordinò la demolizione del monumento.

La piazza è nota come teatro dell'assassinio di Paul Anlauf e Franz Lenck, capitani di polizia vittime di un duplice omicidio nel 1931 per mano di membri del KPD. Un monumento creato da Hans Dammann per commemorare Anlauf e Lenck fu eretto nella piazza nel 1934; una statua di Anlauf e Lenck è stata fusa durante la seconda guerra mondiale come parte di una campagna di riciclaggio dei metalli ("Metallspende des deutschen Volkes"), mentre il resto del monumento è stato distrutto nel 1950 per ordine di Erich Mielke, uno degli assassini, che a quel tempo era membro del Comitato centrale del Partito Socialista Unificato di Germania e segretario di Stato nel neonato Ministero della Sicurezza dello Stato.